# Maxéville
 Maxéville  es una población y comuna francesa, en la región de Lorena, departamento de Meurthe y Mosela, en el distrito de Nancy y cantón de Pompey.

## Demografía
| 391 | 351 | 370 | 458 | 512 | 477 | 577 | 523 | 512 | 522 | abs. | 1 250 | 1 600 | 1 966 | 2 054 | 2 353 | 2 366 | 2 611 | 2 715 | 3 132 | 3 057 | 4 081 | 4 482 | 4 446 | 4 481 | 5 224 | 5 094 | 6 354 | 9 425 | 8 910 | 8 667 | 8 978 | 8 919 |
| Para los censos de 1962 a 1999 la población legal corresponde a la población sin duplicidades (Fuente: INSEE [Consultar]) |     |     |     |     |     |     |     |     |     |      |       |       |       |       |       |       |       |       |       |       |       |       |       |       |       |       |       |       |       |       |       |       |

## Ciudades hermanadas
- Ramstein-Miesenbach, Alemania
- Poienile Izei, Rumania
- Immouzer du Kandar, Marruecos